# Obliquogobius yamadai
Obliquogobius yamadai es una especie de peces de la familia de los Gobiidae en el orden de los Perciformes.

## Morfología
- Los machos pueden llegar a alcanzar los 5,2 cm de longitud total y las hembras 5,3.
- Número de vértebras: 26.[1][2]

## Hábitat
Es un pez de Mar y, de clima templado y demersal que vive entre 99-165 m de profundidad. 

## Distribución geográfica
Se encuentra en el Mar de la China Oriental y Japón. 

## Observaciones
Es inofensivo para los humanos. 